# Brandish Corner

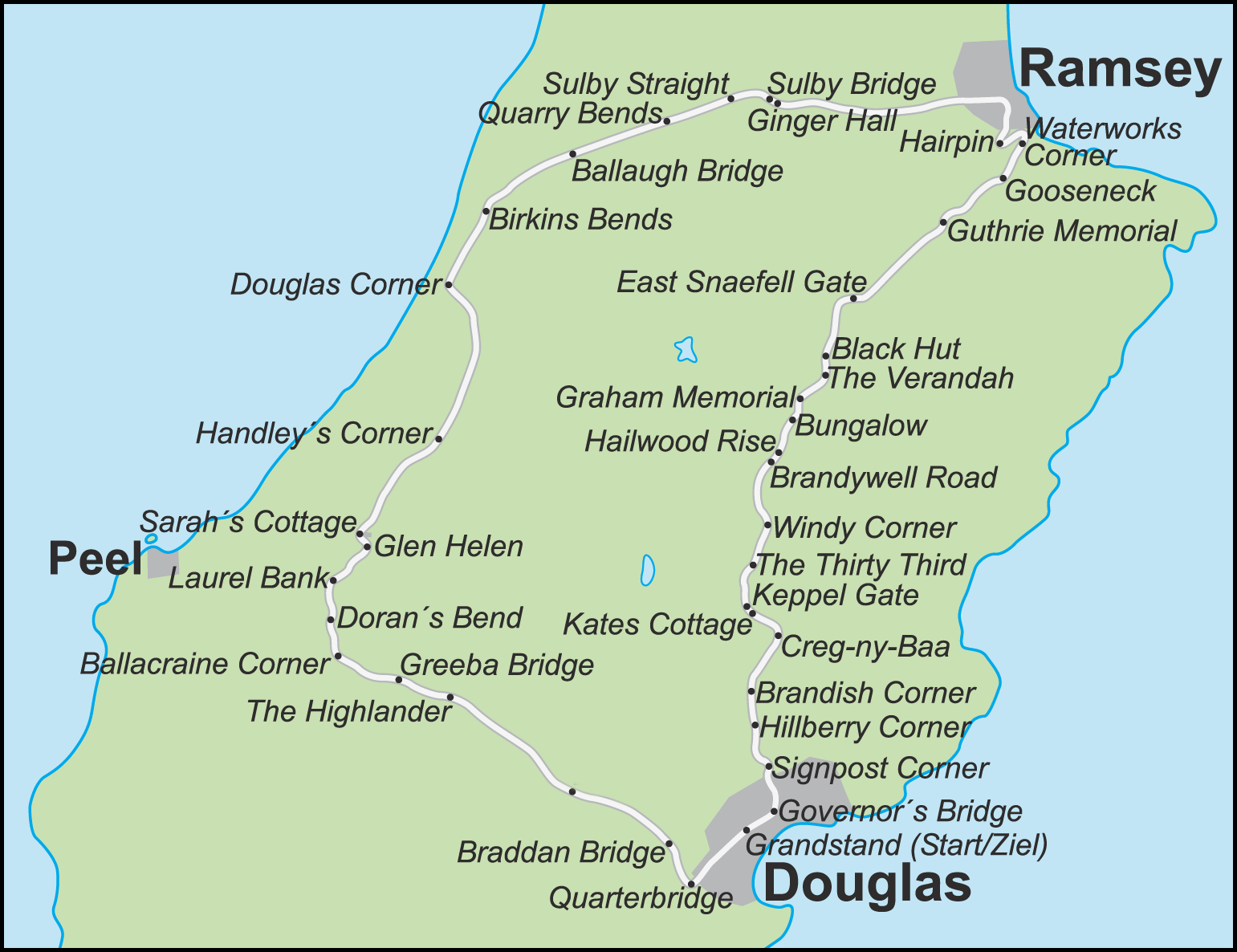
Brandish Corner ligt langs het oostelijk deel van het circuit

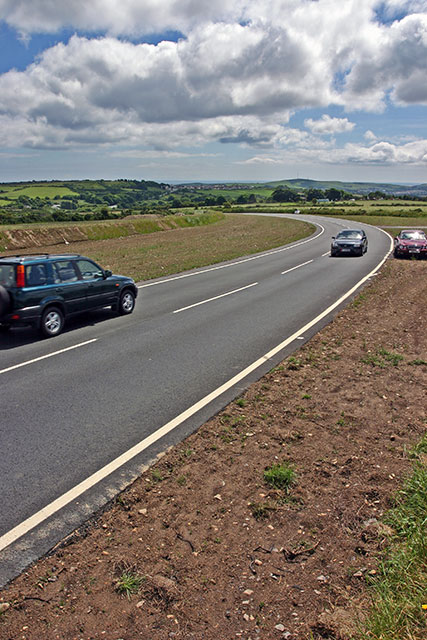
Brandish Corner na de verbeteringen in 2007

Brandish Corner (voorheen: Upper Hillberry Corner, Telegraph Hill en O'Donnell's) is een markant punt in de Snaefell Mountain Course, het stratencircuit dat wordt gebruikt voor de Isle of Man TT en de Manx Grand Prix. Het ligt langs de A18 Mountain Road in de civil parish Onchan op het eiland Man.

## Isle of Man TT en Manx Grand Prix
Toen dit gebied nog Upper Hillberry Corner heette maakte het ook al deel uit van de Highroads Course en de Four Inch Course, waarop tussen 1904 en 1911 de Gordon Bennett Trial en de Tourist Trophy voor auto's werden verreden, en later lag het ook in de Clypse Course die van 1954 tot 1959 werd gebruikt voor de Lightweight TT, de Ultra-Lightweight TT en de Sidecar TT.

## Naamgeving

### Upper Hillberry Corner en Telegraph Hill
De naam "Upper Hillberry" is ontstaan omdat het gebied noordelijker én hoger ligt dan Hillberry Corner, die dichter bij de stad Douglas ligt. Het ligt ook ongeveer 200 meter boven zeeniveau en kijkt uit over de Ierse Zee. Wellicht heeft er ooit een semafoor gestaan en kreeg het daarom de naam "Telegraph Hill".

### O'Donnell's
Vlak voor de bocht de naam Brandish Corner kreeg werd de bocht O'Donnell's genoemd. Dat blijkt uit een verslag uit 1913, dat melding maakt van "een bult in de weg bij O'Donnell's die tijdens de race veranderd was in een geul, waardoor verschrikkelijke sprongen en wobbles ontstonden." De oorsprong van de naam is niet bekend, maar waarschijnlijk stamt hij, zoals gebruikelijk op het eiland Man, van een nabijgelegen boerderij of grondstuk.

### Brandish Corner
Upper Hillberry Corner werd lang beschouwd als een van de lastigste bochten van het circuit en er vonden dan ook veel valpartijen plaats, maar nooit dodelijke ongelukken. In 1923 viel Walter Brandish hier met zijn Triumph Ricardo waarbij hij een been brak. Toen kreeg de bocht zijn naam. Het was de eerste keer dat een bocht naar een coureur genoemd werd.

### Circuitverloop
Hoewel er al vanaf 1911 met motorfietsen geracet werd, begon men pas halverwege de jaren twintig te werken met "tar sprayed macadam". Dat verbeterde de weg weliswaar iets, maar volwaardig asfalt was het nog niet. De snelheid lag vóór het aanremmen van Brandish Corner zelfs in de beginjaren erg hoog, want de coureurs die bij Creg-ny-Baa de bocht namen konden ongeveer 1½ kilometer helling af rijden langs Gob-ny-Geay, waardoor ze tegenwoordig ruim 300 km/h halen. Toen Walter Brandish onderuit ging waren de snelheden veel lager, maar in die tijd maakte het draaiboek van de TT ook nog geen melding van een "flagman", marshal of politieagent die dienstdeed tussen Creg-ny-Baa en Hillberry Corner. In 1931 werd de weg bij Brandish Corner breder doordat de sloot in de binnenbocht gedempt werd. Ervaren coureurs dachten dat ze ongeveer 15 km/h sneller door de bocht konden. Na de Tweede Wereldoorlog werd het binnenste talud verwijderd, maar het wegdek werd niet aangepast, zodat de bocht weliswaar overzichtelijker maar niet sneller werd. Er werd in die tijd een wit hek in de binnenbocht geplaatst. In de jaren vijftig liepen de snelheden zo hoog op dat de organisatie zich zorgen begon te maken over Brandish Corner. Er werd vóór de bocht als waarschuwing een rode lijn over de weg getrokken. De coureurs konden zich soms vergissen in de kwaliteit van hun remmen, die nog erg heet waren na de harde beremming voor Creg-ny-Baa. Als ondersteuning voor de remmen gingen ze vaak al vroeg rechtop zitten om wind te vangen. Het rempunt veranderde in de loop van de jaren niet veel, want met het toenemen van de snelheid werden ook de remmen en de banden steeds beter. Dat bleek onder andere uit een gesprek in 2000 tussen Charlie Williams en de familie Jefferies. Tony Jefferies racete van 1968 tot 1973, Nick Jefferies van 1975 tot 2013 en Tony's zoon David Jefferies van 1996 tot aan zijn dood in 2003. Zij hadden verschillende snelheden meegemaakt, maar vertelden dat de rempunten, met name bij Brandish Corner, niet veranderden. De taluds aan beide kanten van de weg maakten Brandish Corner tot een lastige bocht en een aantal coureurs kwam er slechts met geluk doorheen. Joey Dunlop zei zelfs over de bocht: "Om eerlijk te zijn ben ik er bang voor. Er is geen ruimte en het gaat zo hard." Foto's uit de jaren nul tonen toch weer een laag talud in de binnenbocht, evenals een talud in de buitenbocht. In de winter van 2006-2007 werd er hard gewerkt: Beide taluds werden helemaal verwijderd en de bocht werd nu zo overzichtelijk en ruim dat de doorgetrokken streep voor het normale, dagelijkse verkeer zelfs werd vervangen door een onderbroken streep. Tot dat moment konden de coureurs er met een snelheid van ca. 100 km/h doorheen, maar John McGuinness schatte dat het nu wel 240 km/h was, dat de vernieuwing het circuit 3 seconden sneller maakte en dat het nu de gemakkelijkste bocht van allemaal was geworden.
In Brandish Corner staat een permanente race marshal shelter, die ver van de baan in de buitenbocht staat waardoor de marshals het circuit kunnen overzien van Gob-ny-Geay tot aan Hillberry Corner.

## Gebeurtenissen bij Brandish Corner
- Op 3 juni 1948 verongelukte Thomas Bryant met een Velocette tijdens de training voor de Isle of Man TT.

(Markante punten in cursief zijn onofficiële punten of worden alleen gebruikt binnen Marshal Sectors)
1e mijl:
TT Grandstand ·
Nobles Park ·
St Ninian's Crossroads ·
Bray Hill ·
Ago's Leap ·
Quarterbridge Road ·
1st Milestone ·
2e mijl:
Wal Handley Memorial Seat ·
Quarterbridge ·
Port-y-Chee Meadow ·
Braddan Bridge ·
Jubilee Oak ·
Braddan Bridge House ·
Braddan Depot ·
Snugborough (Cronk Dhoo) ·
2nd Milestone ·
3e mijl:
Union Mills (Mullen Dhoo, Mwyllin Dhoo Aah, Mullin Doway) ·
Railway Inn ·
Ballahutchin Hill (Elm Bank Hill) ·
3rd Milestone ·
4e mijl:
Ballafreer ·
Glenlough ·
Ballagarey Corner ·
Glen Vine (Glen Darragh) ·
Ballabeg ·
4th Milestone ·
5e mijl:
Crosby ·
Crosby Left (Vicarage Corner) ·
Crosby Cross-Roads ·
5th Milestone ·
6e mijl:
Crosby Hill (Ballaglonney Hill of Halfway Hill) ·
Halfway House (The Waggon & Horses) ·
St Trinian's ·
The Highlander ·
Greeba Verandah ·
Pear Tree Cottage ·
Greeba Castle ·
6th Milestone ·
7e mijl:
Appledene (Shimmin's Corner) ·
Central Valley (Greeba Gap) ·
Greeba Bridge ·
The Hawthorn ·
Knock Breck ·
Gorse Lea ·
7th Milestone ·
8e mijl:
Ballagarraghyn ·
Ballacraine ·
Ballaspur ·
Ballig ·
8th Milestone ·
9e mijl:
Ballig Bridge ·
Doran's Bend ·
Laurel Bank ·
9th Milestone ·
10e mijl
Glen Moar Mill ·
Black Dub ·
Quarter-Distance Marker ·
The Vaish ·
Glen Helen (Glen Rhenass) ·
Sarah's Cottage ·
Creg Willey's Hill ·
10th Milestone ·
11e mijl:
Lambfell Beg ·
Lambfell (Moar) Cottage ·
Cronk-y-Voddy (Cronk-y-Voddy Straight) ·
Cronk-y-Voddy Cross Roads ·
Molyneux's ·
Cronk Bane Farm ·
11th Milestone ·
12e mijl:
Drinkwater's Bend ·
Handley's Corner (Cronk-y-Fedjag, Ballamenagh) ·
12th Milestone ·
13e mijl:
McGuinness's (Shoughlaigue Bridge) ·
Ballaskyr ·
Barregarrow Cross Roads (Cronk Aashen) ·
Barregarrow ·
Little Bray ·
Barregarrow Bottom ·
Cammal Farm ·
Cronk Urleigh ·
13th Milestone ·
14e mijl:
Ballalonna Bridge ·
Westwood Corner ·
Ballakinnag ·
14th Milestone ·
15e mijl:
Douglas Road Corner ·
Glen Wyllin Corner ·
The Mitre ·
Dave Saville Memorial Seat ·
Kirk Michael ·
The White House ·
15th Milestone ·
16e mijl:
Birkin's Bend ·
Rhencullen ·
Bishopscourt ·
Bishopscourt Farm Bends ·
Bishopscourt Straight ·
Orrisdale North ·
16th Milestone ·
17e mijl:
Dub Cottage (Bishop's Dub) ·
Alpine Cottage ·
Balla Cobb ·
17th Milestone ·
18e mijl:
Ballaugh Bridge ·
Ballaugh ·
Gwen's ·
Ballacrye Corner ·
Ballacrye ·
18th Milestone ·
19e mijl:
Quarry Bends ·
Ballavolley ·
Wildlife Park ·
Sulby Straight ·
Half-distance Marker ·
19th Milestone ·
20e mijl:
Sulby ·
Sulby Glen Hotel ·
Sulby Crossroads ·
Sulby Bridge ·
20th Milestone ·
21e mijl:
Ginger Hall ·
Kerrowmoar ·
21st Milestone ·
22e mijl:
Glen Duff ·
Glentramman ·
Temple Corner (Water Through Corner) ·
Glentramman Loop Road ·
Churchtown ·
Caravan ·
22nd Milestone ·
23e mijl:
Lezayre War Memorial ·
Ballakillingan ·
Conker Fields ·
K-tree ·
Sky Hill ·
Milntown Cottage (Pinfold Cottage) ·
Milntown Bridge (Glen Auldyn Bridge) ·
Milntown ·
Gardener's Lane ·
23rd Milestone ·
24e mijl:
Lezayre Road ·
School House Corner (Crossags, Russel's Corner) ·
Parliament Square ·
Queen's Pier Road ·
Ramsey Depot ·
Cruickshanks Corner ·
May Hill ·
24th Milestone ·
25e mijl:
Whitegates ·
Stella Maris ·
Ramsey Hairpin ·
Little Gooseneck ·
Water Works Corner ·
Ballure Reservoir ·
Mountain Section ·
Tower Bends ·
25th Milestone ·
26e mijl:
Gooseneck ·
Joey's (26th Milestone) ·
27e mijl:
Guthrie's Memorial ·
The Cutting ·
27th Milestone ·
28e mijl:
Milligan's Bridge ·
Mountain Mile ·
28th Milestone ·
29e mijl:
Three-Quarter distance marker ·
Mountain Box (East Mountain Gate, East Snaefell Gate) ·
29th Milestone ·
30e mijl:
Casey's (Rice's Corner, George's Folly) ·
Black Hut (Stonebreakers Hut, Shepherd's Hut) ·
John Smyth Memorial Shelter ·
Verandah ·
30th Milestone ·
31e mijl:
Bungalow Bridge ·
Stonebridge ·
Les Graham Memorial ·
Bungalow Bends ·
McIntyre Box ·
Murray's Museum ·
Joey Dunlop Memorial ·
The Bungalow ·
31st Milestone ·
32e mijl:
Hailwood's Rise ·
Hailwood's Height ·
Brandywell (West Mountain Gate, Beinn-y-Phott Gate, Bungalow Gate) ·
Duke's (32nd Milestone) ·
33e mijl:
Windy Corner (Nobles Corner) ·
Nobles Park Road ·
Slieu Lhost Quarry ·
Thirty-Third (33rd Milestone) ·
34e mijl:
Keppel Gate (Clarke's Corner) ·
Kate's Cottage (Shepherd's House) ·
34th Milestone ·
35e mijl:
Creg-ny-Baa (the Keppel Hotel) ·
Gob-ny-Geay (Sunny Orchard) ·
35th Milestone ·
36e mijl:
Brandish Corner (Telegraph Hill, O'Donnell's en Upper Hillberry Corner) ·
Hillberry Corner ·
36th Milestone ·
37e mijl:
Glen Dhoo Farm ·
Hillberry Road ·
Cronk-ny-Mona ·
Johnny Watterson's Lane ·
Signpost Corner ·
Bedstead Corner ·
The Nook ·
37th Milestone ·
38e mijl:
Bemahague ·
Governor's Bridge ·
Governor's Dip ·
Glencrutchery Road ·
38th Milestone